# Ledesma (departamento)
Ledesma é um departamento da província de Jujuy.